# Camponotus corallinus
Camponotus corallinus é uma espécie de inseto do gênero Camponotus, pertencente à família Formicidae.